# Sukhoi Su-33
El Sukhoi Su-33 (en ruso: Сухой Су-33, designación OTAN Flanker-D) es un caza todo tiempo embarcado de defensa aérea diseñado en los años 1980 por la oficina de diseño Sukhoi y fabricado por KnAAPO. Es un avión derivado del Su-27 "Flanker" e inicialmente era conocido como Su-27K. Fue usado en operaciones por primera vez en 1995, a bordo del portaaviones Almirante Kuznetsov. Oficialmente entró en servicio en agosto de 1998 y fue en ese momento cuando pasó a denominarse Su-33. Tras la disolución de la URSS y los consiguientes recortes en la Armada Rusa, sólo llegaron a fabricarse en torno a 24 ejemplares del Su-33. Los intentos para exportarlo a China e India fracasaron, por ser un avión muy caro y con una función muy específica, defender a una flota naval completa con combates aéreos contra otros aviones de ataque, lejos de los lugares defendidos.
En comparación con el Su-27, el Su-33 dispone de una estructura y un tren de aterrizaje reforzados, y alas y estabilizadores plegables, todo ello necesario para operar en portaaviones. Sus alas son de mayores dimensiones para generar mayor sustentación y poder aproximarse al portaaviones a menor velocidad. El Su-33 cuenta con los mismos motores del Su-27 pero con una especie de "nitro" para generar más empuje por tiempos cortos, doble rueda en el tren delantero y sonda para reabastecimiento en vuelo. El alcance y capacidad de carga del Su-33 son mayores que las de su rival y más moderno Mikoyan MiG-29K, pero el caza de Mikoyán incluye aviónica más avanzada y es más polivalente porque puede llevar a cabo una gama más amplia de misiones, incluyendo ataque a tierra. En 2009, la Armada Rusa encargó el MiG-29K como reemplazo del Su-33.

## Desarrollo

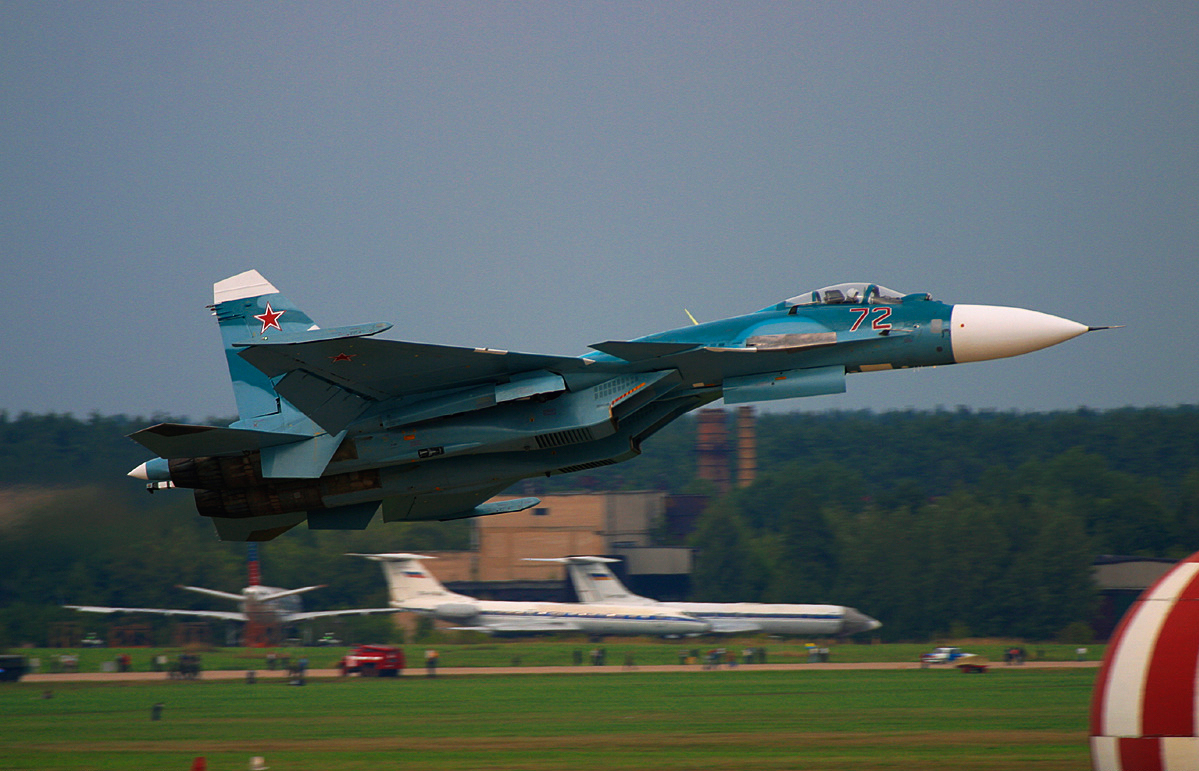
Sukhoi Su-33.

El Su-33 Naval es un avión caza para uso exclusivo en el portaaviones Almirante Kuznetsov, fabricado por la empresa Sukhoi , es la primera versión para portaaviones del afamado Su-27, está construido sobre la misma plataforma (célula de construcción) del Su-27 y se probaron equipos electrónicos del posterior Su-30; se instalaron alerones delanteros "Canards" para mejorar su control a bajas velocidades y es un avión caza, embarcado en portaaviones de despegue horizontal, que reemplazó al proyecto del avión embarcado Yak-38 y al más moderno Yakovlev Yak-141 de despegue vertical, por el superior rendimiento de vuelo, capacidad de carga y velocidad, que ofrece el Su-33. 

### Derivado del Su-27
El caza embarcado Su-33, conocido también como Su-27K, cumplió 10 años en dotación del Ejército ruso, este modelo monoplaza, provisto de un sistema de reabastecimiento y transferencia de combustible en el aire, con un tanque de combustible externo bajo el fuselaje central, manguera flexible y canasta UPAZ-1A "Sakhalin series centreline refuelling store", a otros aviones caza Su-33, debido a las limitaciones de carga de combustible para poder despegar desde el portaaviones Almirante Kuznetsov y fue desarrollado para proteger a los buques de la Armada de Rusia contra ataques aéreos del adversario. 
Los ingenieros de Sukhoi , procedieron al diseño inicial de éste avión, desde 1971 y crearon tres prototipos, en los diez años posteriores; todas las versiones contemplaban el despegue corto con la ayuda de una rampa tipo trampolín de esquí "ski-jump" y el aterrizaje, con el uso de un cable de frenado en la cubierta del portaaviones.

### Primer vuelo de prueba
El primer vuelo de prueba tuvo lugar en agosto de 1987; la producción en serie del Su-27K se inició en 1989. En agosto de 1998, después de varias pruebas de vuelo desde bases en tierra, reabastecimiento aéreo de combustible y apontajes con el gancho de frenado, el avión pasó a la dotación del Ejército ruso con el nombre de modelo SU-33, nombre código de OTAN "Flanker-D" para ser embarcado en el portaaviones Almirante Kuznetsov que operaba en el Mar del Norte, en forma gradual junto a los caza adaptados para el uso en portaaviones Su-25 y los helicópteros Kamov, para iniciar las primeras pruebas operativas en la cubierta del Portaaviones y aumentar la capacidad operativa de la flota de portaaviones en proyecto, que transportarían al caza Yakovlev Yak-141 que nunca se construyó en serie, y del que el Su-33 sería su reemplazo final, es un avión de combate naval pesado y de largo alcance, relativamente nuevo en el inventario de Rusia y poco conocido en occidente.

### Versión biplaza
También se construyó una versión biplaza, designada con el modelo provisional Sukhoi Su-33UB, para misiones de prácticas de vuelo y entrenamiento de apontajes (aterrizajes) sobre el portaaviones, con el piloto instructor y el copiloto aprendiz, sentados juntos lado a lado, en una cabina ensanchada en forma similar al avión de ataque Grumman A-6 Intruder de la US Navy, por la imposibilidad para el tripulante sentado detrás del piloto, de ver la pista del portaaviones en la configuración de asientos en tándem, que sirvió de base para el posterior diseño y desarrollo, del nuevo y sofisticado bombardero supersónico biplaza pesado de largo alcance Su-34 de base en tierra.
Este modelo sirvió como base de pruebas de tecnología durante varios años, para el despegue de aviones navales en una rampa Sky jump construida en tierra, en una base aérea militar, el aterrizaje con ganchos de detención en la pista de la base aérea, simulando el apontaje sobra la cubierta del portaaviones, se instalaron nuevos motores de empuje vectorial 3D para su prueba en el aire, equipo electrónico de vuelo, radar de navegación y el software para el control de los alerones delanteros tipo Canard, que luego fue aplicada con éxito, en los modelos de construcción en serie del más moderno Su-33, que se fabricaron para equipar al nuevo portaaviones y para la construcción en serie del nuevo bombardero Su-34 de base en tierra.
También se realizaron pruebas de vuelo durante varios años, de las maniobras de repostaje de combustible en vuelo a otros aviones, con un tanque externo de combustible instalado bajo el fuselaje central, con la manguera y canasta flexible, que finalmente sirvió como un avión de pruebas de tecnología, para la construcción de otros aviones de combate que si se fabricaron en serie con éxito, gracias a este demostrador tecnológico.

## Diseño
Es un moderno avión monoplaza y supersónico embarcado de "Alta maniobrabilidad"; bimotor y doble deriva (timón vertical); alerones delanteros canard's, sistema de vuelo por cables fly-by-wire especialmente diseñado para el mejor manejo en portaaviones, con un buen rendimiento de vuelo a baja altitud y velocidad, en vuelos rasantes sobre el mar; comando de control tipo HOTAS "manos en la palanca de mando y control de gases"; interface de cifrado de datos (Data-link) y navegación por satélite GLONASS; palanca de control tipo Joystick de manejo intuitivo, especialmente calibrada para uso en portaaviones, donde el piloto tiene mayor control de la nave en los momentos del despegue y apontaje. Se instalaron nuevos alerones delanteros tipo Canard para mejorar la sustentación de la nave a baja altitud, la maniobrabilidad, aproximación al portaaviones y precisión en los aterrizajes; el nuevo Su-33 necesita menor velocidad para poder aterrizar y despegar desde la cubierta del portaaviones, lo que sirvió de base para el desarrollo del avión experimental de nuevas tecnologías Su-37.

### Basado en portaaviones

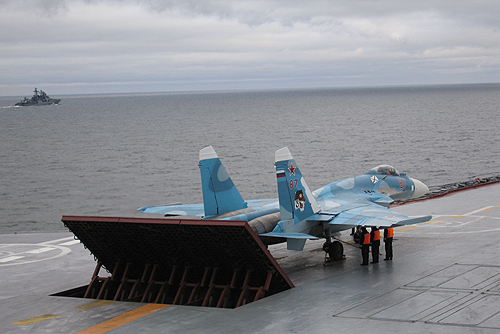
Un Su-33 preparándose para despegar en el portaaviones Almirante Kuznetsov.

Fue puesto en operaciones en el portaaviones ruso Almirante Kuznetsov en 1998, siendo un avión relativamente nuevo en el inventario de Rusia, para poder probar su diseño, despegues sin catapulta, aterrizajes (apontajes) en el portaaviones, capacidad de carga, disposición de almacenamiento en el hangar, maniobras de combate y reabastecimiento en vuelo, con una sonda en el costado izquierdo de la cabina, como primer paso para obtener experiencia y poder iniciar, el desarrollo del nuevo proyecto experimental de un caza pesado Su-37 de "alta maniobrabilidad", de triple ala en tándem, que será su reemplazo desde el año 2015, el Su-33 entró en un proceso de modernización en el año 2010, para aplicar la tecnología alcanzada en el proyecto experimental Su-37 y las mejoras en el nuevo caza Su-35 de base en tierra.

### Alas y alerones

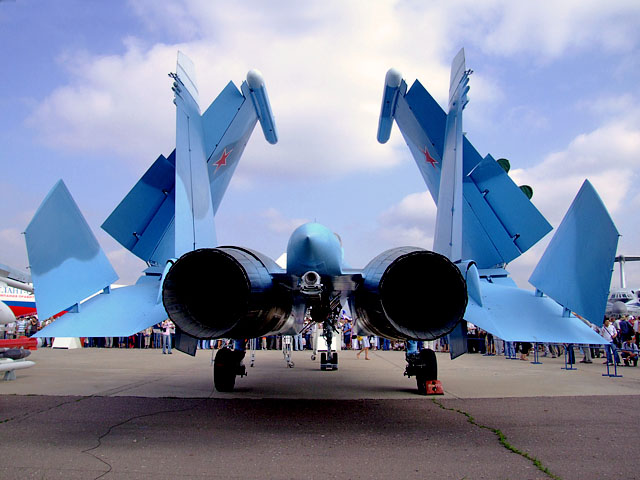
Un Su-33 en la exhibición MAKS de 2007 con las alas plegadas.

Las alas principales y los alerones traseros, de control horizontal de vuelo, se retraen hacia arriba casi desde la base de las alas, para reducir su envergadura y almacenarlo fácilmente, en el hangar del portaaviones; el aguijón trasero entre los motores gemelos, que es de menor tamaño que el del caza Su-30 se retrae hacia arriba; para trabajos de mantenimiento o almacenarlo bajo la cubierta del portaaviones, el cono delantero del radar también se puede retraer hacia arriba, con un tecle mecánico operado por un técnico, para permitir mayor espacio en el hangar del portaaviones.

### Tren de aterrizaje
Tiene un tren de aterrizaje más alto, pesado, reforzado y resistente, para soportar los apontajes (aterrizajes) bruscos sobre la cubierta del portaaviones y la presión ejercida, por la rampa de despegue "Ski-Jump" del portaaviones "Almirante Kuznetsov", con un sistema hidráulico de elevación Hidro-activa, similar al del nuevo avión francés Dassault Rafale en la versión naval embarcada, que le permite aumentar el ángulo de elevación en el momento del despegue y mantener, la altura necesaria en los apontajes sobre la cubierta del portaaviones, para evitar golpear el fuselaje y la parte baja de los motores, contra la superficie de la pista de aterrizaje, esto también le permite transportar 2 misiles "Aire-aire" Vympel R-27 (nombre código OTAN AA-10 Alamo), en pilones de carga bajo los motores, sistema que se implementó con éxito en otras variantes de aviones Su-30 y el nuevo Su-35.

### Gancho de aterrizaje
También tiene un gancho entre los motores, que baja para detener al avión en el momento del apontaje (aterrizaje) sobre la cubierta del portaaviones, interceptando unos cables extendidos en la cubierta del portaaviones, en forma similar a los portaaviones occidentales; con la superficie alar adicional, que ofrecen los nuevos alerones delanteros "Canard's", puede ser mejor controlado a bajas velocidades por el piloto en vuelos rasantes sobre el mar, puesto que estos alerones levantan la parte delantera de la nave, justo antes del momento del apontaje, para lograr un mayor porcentaje de enganches efectivos, evitando los intentos fallidos conocidos como "Touch and go" que lo obligan a pasar de largo sobre la pista y continuar volando para intentarlo nuevamente, el Su-33 permite una mayor porcentaje de aterrizajes efectivos por el control adicional y la sustentación que ofrecen los Canard's.

### Electrónica embarcada

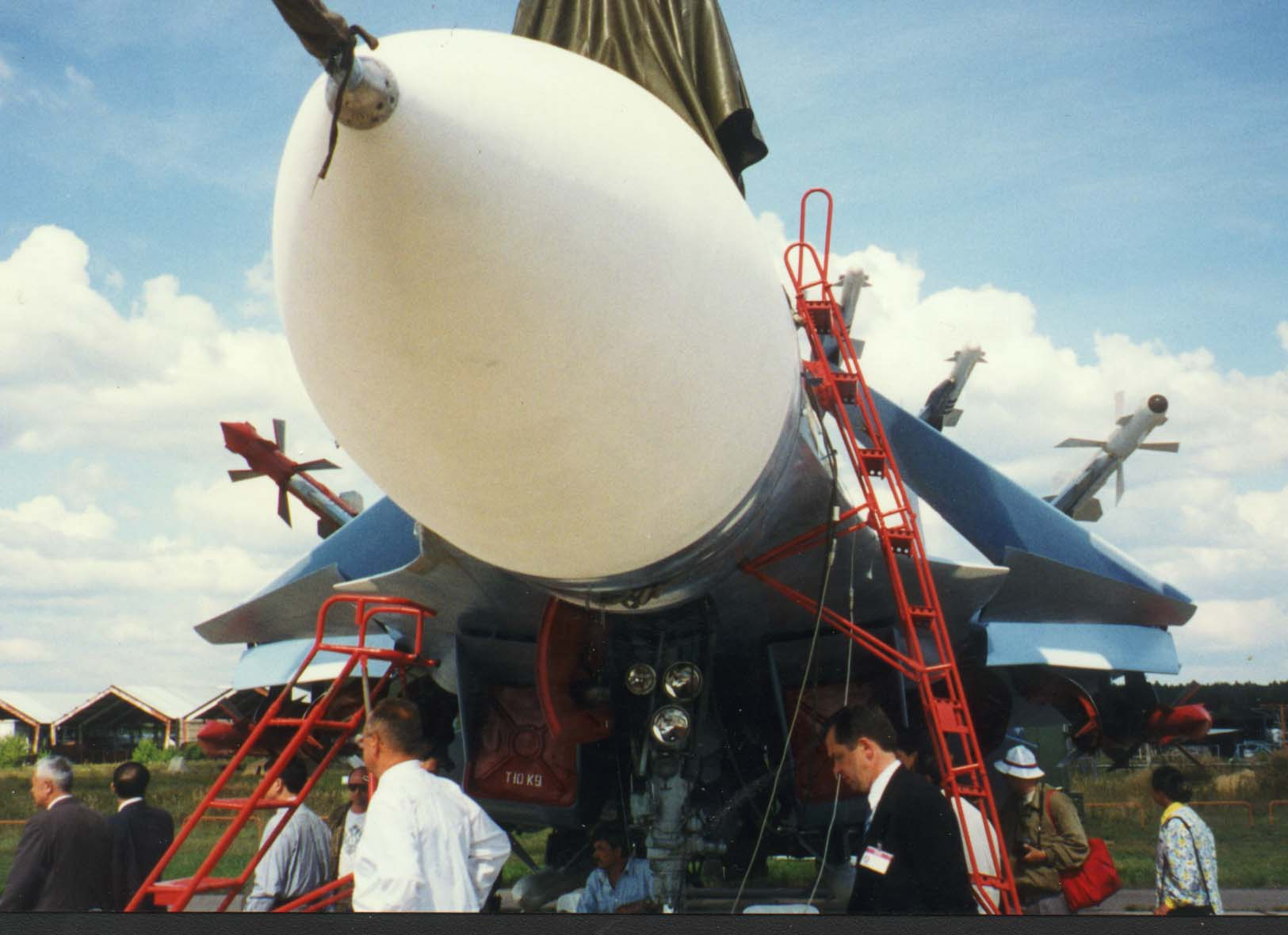
Parte delantera de un Su-33.

Tiene una nueva computadora de batalla para combate naval a baja altitud y vuelos rasantes a nivel del mar; nuevo radar de largo alcance para disparar misiles supersónicos contra otros aviones caza, misiles navales antibuque Misil crucero contra barcos enemigos a más de 100 km de distancia; software para operaciones de guía de ataque tipo "Hawk-eye" y se instaló una pequeña "pantalla plana" en el costado derecho del panel de control, similar a la del caza de largo alcance MiG-31 para detectar a los aviones de combate adversarios "fuera del rango visual del piloto" con botones de control en el marco de la pantalla y en la palanca de mando tipo joystick del piloto, como los aviones de combate más modernos en la actualidad, debido a que el Su-33 no tiene a un tripulante operador de radar sentado detrás del piloto, para asistirlo con la información de radar y los sistemas defensivos, algo muy necesario en el momento de la batalla que fue implementado con éxito por el sorprendente caza Grumman F-14 Tomcat considerado por muchos años el avión de combate embarcado más potente del mundo y en donde el Su-33 parece ser su rival más cercano.
Esta pequeña pantalla de radar en color, le muestra al piloto la posición de radar de las aeronaves adversarias, para los combates aéreos "fuera del rango visual del piloto", engancha los blancos asignados con pequeños círculos, informando la posición, altitud, velocidad, dirección y tiempo de aproximación, de la aeronave enemiga que fue iluminada por el radar del Su-33 y también puede informar, la posición de radar de otras aeronaves enemigas, que son iluminadas por los potentes radares planos del portaaviones, superando en la capacidad de combate a otros aviones navales embarcados.
Esto le permite al Su-33 designado para ataque naval, volar bajo en forma furtiva a nivel del mar, con sus radares activos apagados, recibiendo la señal de radar en frecuencia UHF de otras aeronaves que operan como avión guía de ataque tipo "Hawk-eye" y de los radares planos de los  cruceros de guerra de la escuadra naval, mediante las antenas integradas al fuselaje de la nave, en los costados de la cabina de mando y en las puntas de las alas, para poder alcanzar la posición ideal de combate, penetrar los sistemas de defensa enemigos, lanzar misiles supersónicos "Aire-aire" de largo alcance y misiles "Aire-superficie", que también pueden ser guiados a sus blancos, iluminados previamente por los radares de otras aeronaves del ala de combate, permitiéndole al piloto del Su-33 disparar las armas sin ver a su adversario fuera del rango visual del piloto contra varios objetivos enemigos.

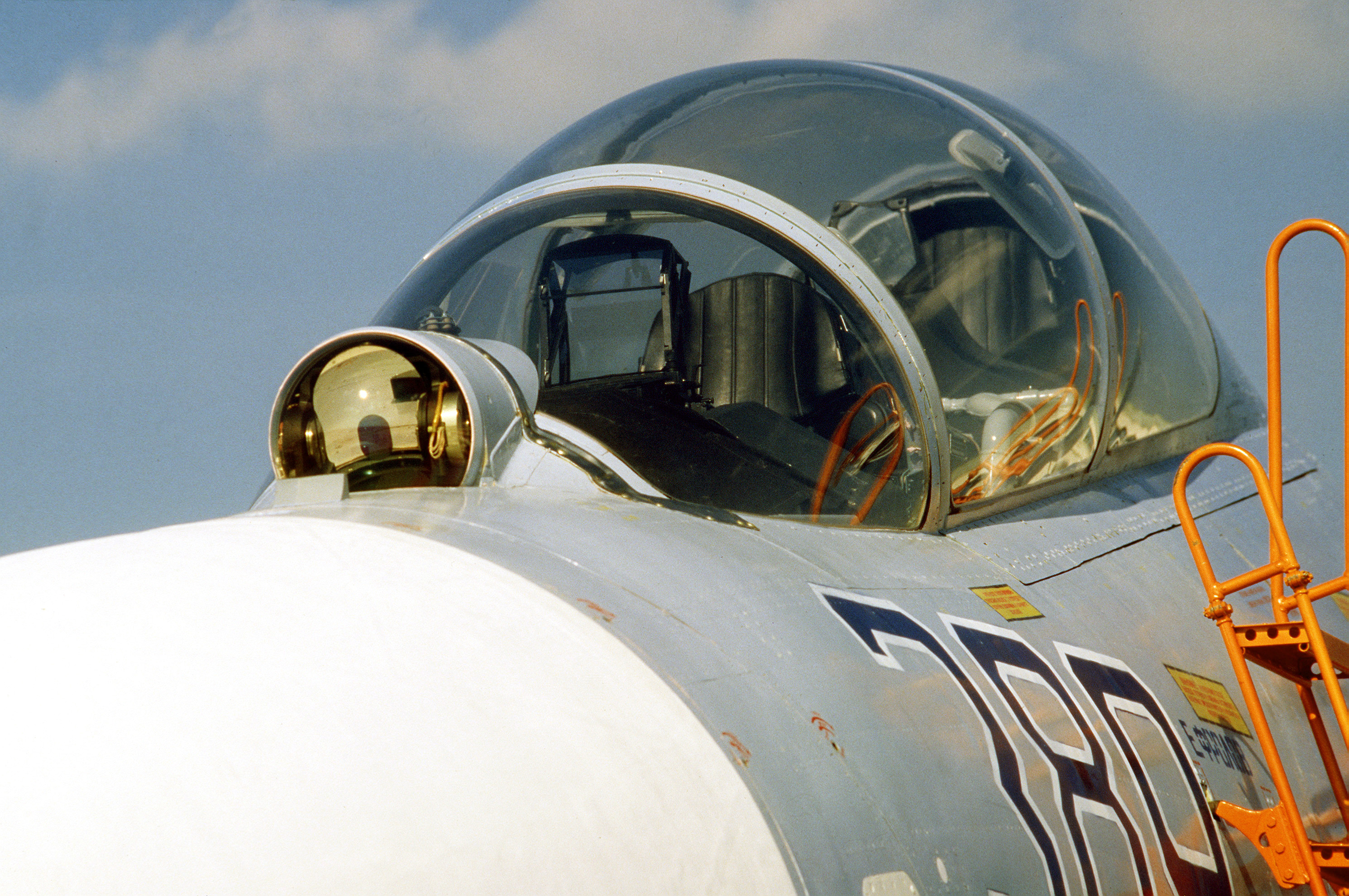
Sensor IRST en el diseño original del Su-27.

Las computadoras de batalla de los Su-33 monoplaza se comunican entre sí mediante las antenas incorporadas a los costados de la cabina, en las alas y los timones verticales, y reciben información de los radares planos del portaaviones, para localizar a los aviones adversarios y atacar, múltiples objetivos enemigos "fuera del rango visual del piloto", convirtiendo a otros pilotos distantes del ala de combate y a los operadores de radar del portaaviones, en ayudantes del piloto de combate, como si fueran un tripulante operador de radar, sentado detrás del piloto de un avión caza biplaza embarcado, como en las misiones de combate del caza biplaza "Tomcat F-14" para asistir al piloto mejor posicionado para la batalla, con toda la información de radar necesaria en el momento de la confrontación aérea, permitiendo al piloto combatir contra su adversario sin soltar la palanca de control tipo joystick y enfrentar la batalla con un avión de combate con una sola cabina de mando.
Dejando de lado la necesidad de tener un avión caza biplaza, para poder realizar combates contra múltiples blancos enemigos, como el afamado F-14 Tomcat de la US NAVY, considerado durante toda su vida operativa, como el mejor caza naval embarcado en portaaviones y el primero, con capacidad de enfrentar a múltiples blancos enemigos "fuera del rango visual del piloto".
El Su-33 tiene las mismas ventajas técnicas del afamado Su-27 básico y su versión para exportación Su-30, comprado por Venezuela y el moderno Su-30 MK de India; sistema de precisión para ataques en todo tipo de clima y misiones nocturnas de penetración profunda; contenedor optrónico UOMP Sapsan, señalizador láser y colimador de imagen térmica; Radar de largo alcance, computador de misión programable y capacidades ECM/EW.; un nuevo sensor IRST "Infrared Search and track", cámara infrarroja giro-estabilizada sobre el cono del radar, Geofizika-NPO 36-Sh de 50 km de alcance, telémetro-láser, mira electro-óptica de avistamiento para combate contra otros aviones caza (IRST), es un nuevo sistema de puntería integrado en el casco del piloto, que es un pequeño domo con una cúpula transparente sobre el cono del radar, es un sistema de búsqueda y seguimiento del objetivo enemigo por infrarrojos IRST, que va montado sobre el cono del Radar, frente al costado derecho del parabrisas de la cabina de mando, funciona en dos bandas de radiación infrarroja y se utiliza, junto con el radar de la nave, en una misión de combate "Aire-aire" contra otros aviones caza en combate cerrado dogfight, funciona como un sistema de búsqueda y seguimiento por infrarrojos (IRST), proporcionando detección y seguimiento del objetivo pasivo. En una misión de combate "Aire-superficie", realiza identificación y localización de objetivos. También proporciona ayuda de navegación y de aterrizaje, está enlazado con el visor montado en el casco del piloto, con un sensor que gira en forma permanente, mide la distancia del avión enemigo, sin necesidad de alertar al avión enemigo con el radar de la nave y le informa al piloto, la posición de la nave enemiga.
El modelo más avanzado, con mejoras Up-grade también tendrá una nueva mira electrónica, montada en el casco del piloto, que le permitirá apuntar sus armas empleando la vista, para obtener una mayor ventaja contra su oponente en combate cerrado Dogfight y motores con empuje vectorial, para aumentar el performance de vuelo de la nave y su capacidad de maniobra, con la tecnología y experiencia de vuelo obtenida con el proyecto Su-37, que alimentaron las computadoras de vuelo con la información obtenida durante las pruebas, ahorrando años de investigación y el alto costo de fabricar un nuevo avión de combate.
Los indicadores del panel de control de la cabina, son análogos tipo reloj y al costado derecho del panel de control, tiene una pequeña "Pantalla Plana" que muestra los blancos de aeronaves adversarias, localizados por el Radar Plano AESA, el Radar del Portaaviones, la base de mando en tierra y el Radar de otro avión guía de ataque, pero en el nuevo programa UP-GRADE para la cabina de control, se instalarán más "Pantallas Planas" de información completa al piloto, con teclas de comando de toque "Touch-Screen", similares al del posterior proyecto para exportación Su-35, que tiene tecnología aplicada del proyecto experimental Su-37, para mejorar la interface de comunicación entre el piloto y la computadora de vuelo del avión, actualmente se prueban nuevas tecnologías y tácticas de batalla, junto a otros aviones de combate de base en tierra, con maniobras navales de la marina de guerra de Rusia en el Mar Mediterráneo.

### Maniobrabilidad

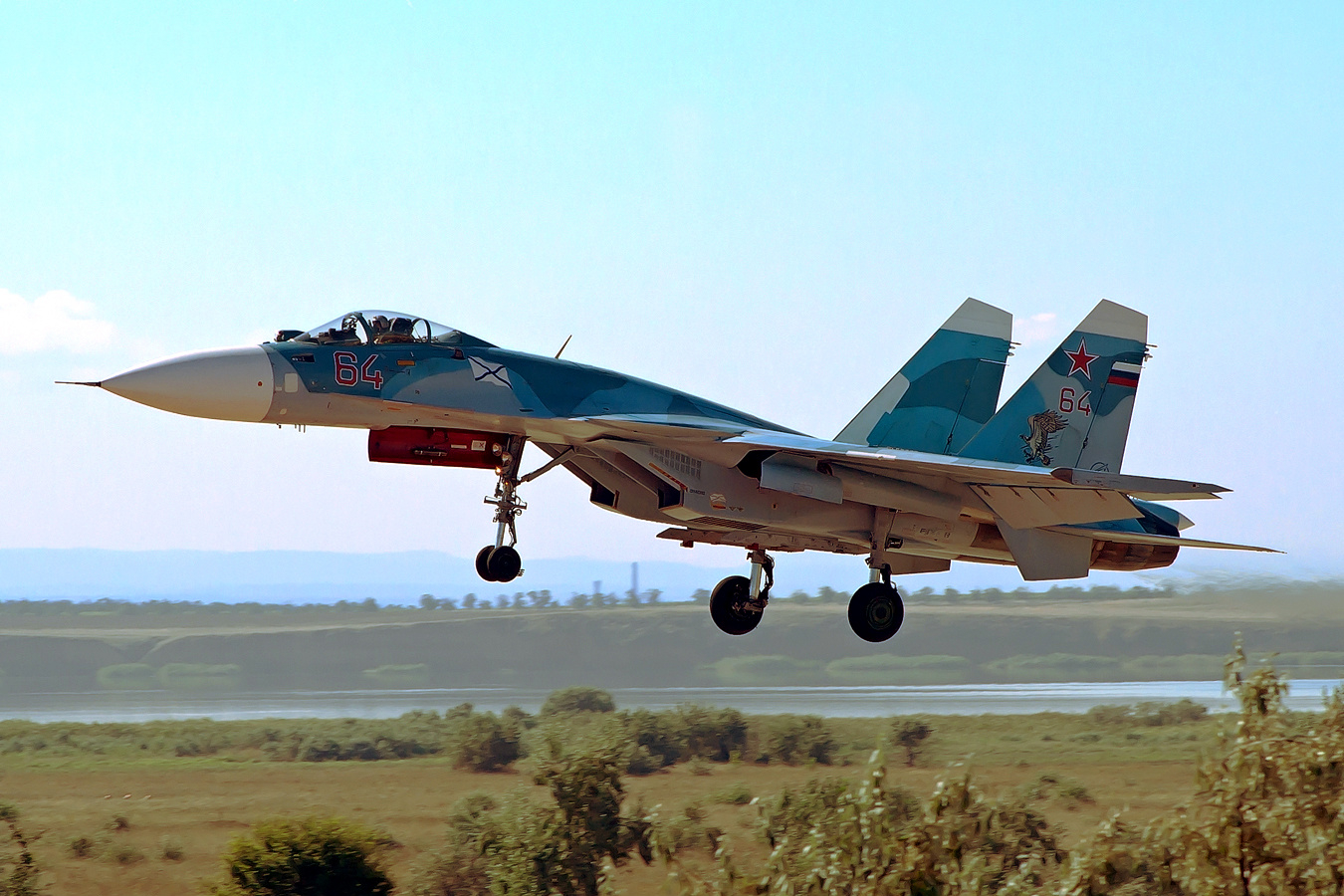
Su-33 aterrizando en la base aérea de Novofedorovka en 2010.

El Su-33 es un moderno avión caza de "alta maniobrabilidad" de naturaleza inestable, con grandes alerones delanteros Canard, con la configuración conocida como "triplano en tándem" puede realizar con facilidad la maniobra acrobática de "la Cobra", que en situaciones de combate real, puede ser utilizada por el piloto para obtener una mayor ventaja sobre su oponente y ofrecen mayor sustentación a la nave, en el momento de aproximación al portaaviones, para poder aterrizar y despegar a una menor velocidad.
La Cobra de Pugachev es una maniobra de aviones caza, nombrada así por el piloto de prueba de la agencia de diseño OKB Sukhoi llamado Victor Pugachev, que la pudo realizar por primera vez en el verano del 1989, pilotando un avión de combate Su-27.
La maniobra consiste en que el piloto, desconecta el control del estabilizador limitador Alfa y luego, tira de la palanca de control bruscamente, hasta alcanzar 90 y 120 grados de ángulo de inclinación de ataque, para luego, continuar volando de forma horizontal, las tomas de aire de las toberas del motor, todavía tienen que manejar el ingreso de aire a los motores, algo que el diseño de los aviones de Sukhoi puede lograr con éxito, con una abertura tipo enrejado cuadrado, que se abre bajo las toberas de los motores, para evitar que las turbinas se ahoguen por falta de aire y se apaguen.
Tiene un nuevo diseño aerodinámico especial, para lograr obtener la mayor ventaja sobre su adversario en combate cerrado (Dogfight), volando a baja altitud con la mayor maniobrabilidad posible en vuelos rasantes sobre el mar, tiene un freno de aire vertical de gran tamaño, que se levanta sobre el fuselaje central del avión, justo detrás de la cabina de mando, parecido al del caza de superioridad aérea F-15 de la US AIR FORCE, para disminuir su velocidad y controlar mejor el avión a bajas velocidades, en el momento de hacer maniobras de combate, roles, derrapes y vuelo invertido, y controlar la velocidad de aproximación final al portaaviones.
Las nuevas alas de "triplano en tándem" derivadas del diseño original tipo ATF que utilizan "materiales compuestos" secretos, en algunos lugares críticos, tienen en potencia una mejor elevación, alta resistencia contra giros, derrapes y pérdidas de velocidad, y permite que la pista de despegue sea más corta; este nuevo diseño de aviones de combate, fueron incorporados rápidamente al portaaviones de Rusia Almirante Kuznetsov, con una adaptación especial para retraer las alas hacia arriba y permitir, más espacio en la cubierta del portaaviones.
El Su-33 Naval no necesita despegar con la ayuda de catapultas, por la gran potencia de sus motores gemelos y capacidad de elevación, que le proporcionan sus nuevos alerones delanteros Canard's integrados al diseño del avión, que levantan la parte delantera con facilidad sin afectar su potencia, nuevos motores más potentes y la ayuda, de una rampa inclinada "Ski-Jump" de despegue en el portaaviones, que le proporciona un efecto de rebote y aumenta su grado de inclinación para el despegue.
Es la primera versión prototipo para ser embarcado en portaaviones, del afamado caza de superioridad aérea Su-27 básico y es la plataforma base, de experimentación de diseño y pruebas de vuelo, de nuevos aviones embarcados en portaaviones, para promover el desarrollo del nuevo proyecto experimental de nuevas tecnologías de vuelo Su-37, de un caza monoplaza de "Alta maniobrabilidad", diseñado desde su inicio con alerones delanteros "Canards", que funcionan con nuevos controles de vuelo por cables fly-by-wire, junto con motores más potentes de empuje vectorial y tiene varias mejoras Up-grade en la cabina de mando, para pruebas de nuevas tecnologías y software de control de vuelo, que estará disponible también para la venta a otros países, con la versión mejorada de supremacía aérea de base en tierra Su-35BM, y la nueva versión naval de este avión, que adoptarán la tecnología alcanzada por este proyecto y será el reemplazo definitivo del Su-33.

### Función de batalla

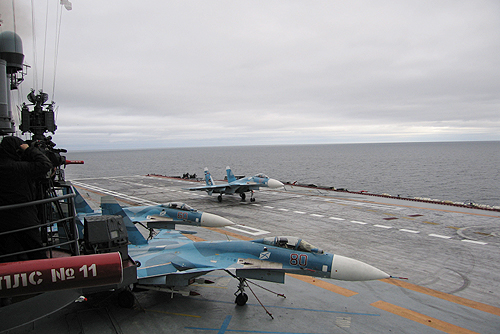
Tres Su-33 en el portaaviones Almirante Kuznetsov.

Su función principal es la defensa del Portaaviones y escoltar la escuadra naval del Mar del Norte, como un avión "Caza Naval" en operaciones de patrulla permanente sobre el mar, similares a las del afamado caza embarcado F-14 Tomcat retirado en el año 2006, recibiendo reabastecimiento en vuelo para aumentar su alcance en combate y tiempo de merodeo, y transportando misiles "Aire-aire" Vympel R-27.
Puede efectuar operaciones de combate naval y aéreo; volar a baja altitud; combate "Aire-aire" cerrado (Dogfight) a nivel del mar; interceptar otros aviones caza adversarios "fuera del rango visual del piloto"; lanzar Misiles navales antibuque; combatir contra Cruceros y Submarinos; lanzar torpedos montados sobre motores de misiles, misiles subsónicos y supersónicos de largo alcance.
No se conoce su verdadera capacidad de carga de armas, combustible y alcance en combate, nunca ha sido filmado ni fotografiado, despegando del portaaviones Almirante Kuznetsov con todo su arsenal de armas de combate bajo las alas, pero se considera que su capacidad total de carga de armas y peso de combustible, es inferior al anterior Su-27 por el peso adicional que debe transportar con el tren de aterrizaje reforzado, el mecanismo para retraer las alas y la necesidad, de poder despegar desde pistas cortas de un Portaaviones, como sucede con otros aviones embarcados.
Fueron vistos en maniobras de combate en el Mar Mediterráneo, en el bloqueo naval de Rusia a Georgia, volando bajo sobre los barcos de la OTAN para evitar una intervención de la OTAN en Georgia y embarcados sobre la cubierta del Portaaviones Ruso, en su paso por el Estrecho de Gibraltar junto a los helicópteros Kamov. 
Participó en las maniobras navales de Rusia en el Mar Mediterráneo, escoltando a otros aviones bombarderos Rusos, desplegados desde bases aéreas en el sur de Rusia. Los Su-33 crearon un perímetro de combate contra otros aviones caza adversarios, para permitir la penetración de los bombarderos pesados Tu-22M de base en tierra, que lograron impactar con éxito todos los blancos asignados, volando en escuadrones de ataque a baja altitud, con vuelos rasantes sobre el mar.

### Armamento

#### Torpedero
La nueva versión mejorada, puede transportar un riel de carga especial bajo el fuselaje central del avión, para instalar un largo tubo lanzador de torpedos 3M-14AE, que funciona como una canasta que encapsula el torpedo y protege al avión, de la propulsión del cohete de la primera etapa de lanzamiento del torpedo.
Esto le permite al Su-33, tener un mejor rendimiento de vuelo aerodinámico, para transportar el pesado torpedo, cubierto con un tubo contenedor aerodinámico eficiente, especialmente diseñado para desplazar el aire y disminuir el arrastre, sin afectar las condiciones de vuelo y despegue de la nave desde la cubierta del portaaviones; el tubo lanzador es parecido a un tanque de combustible externo, algo único en su tipo y de desarrollo exclusivo, del joven equipo de diseño de la oficina de investigación y desarrollo OKB Sukhoi.
Después de soltar el tubo contenedor de transporte desechable, con el torpedo en su interior, el cono delantero del tubo es expulsado con unos pequeños retro cohetes pirotécnicos, instalados en el borde del cono; el motor de la primera etapa del cohete se enciende y el torpedo sale del tubo contenedor, éste motor se desecha y el torpedo, despliega unas alas que controlan su descenso al mar, en donde finalmente se zambulle a una velocidad controlada; bajo el agua el torpedo se activa y enciende la hélice propulsora. Este nuevo sistema de transporte de misiles dentro de un contenedor, también puede transportar misiles crucero "Aire-superficie".

#### Misiles aire-aire
También pueden instalarse dentro del contenedor 3M-54AE, nuevos misiles "Aire-aire" de largo alcance; misiles "Aire-superficie" subsónicos y supersónicos, y misiles tácticos, que se guardan dentro del contenedor de transporte, seguros y protegidos del ambiente marino, con sus grandes alerones de control de vuelo retraídos, mejorando el rendimiento de vuelo del avión, maniobrabilidad en el combate y mayor velocidad durante el despegue, a baja altitud y en vuelos rasantes a nivel del mar.
En el momento del lanzamiento del tubo contenedor desechable, que es soltado como una bomba de caída libre o un tanque de combustible externo, el misil enciende su motor y es lanzado desde el tubo contenedor, despliegan sus alerones de control de vuelo y se activan, para detectar el blanco asignado "fuera del rango visual del piloto".

#### Misiles antibuque
También puede transportar un pesado misil naval supersónico antibuque de largo alcance KH-41 (Moskit) bajo el fuselaje central del avión (ver foto), en un pilón de carga instalado entre los motores y otros misiles navales, en el nuevo contenedor de misiles aerodinámico, que parece un tanque de combustible externo; cuando los misiles salen del tubo contenedor desechable, despliegan sus alerones de control de vuelo y se activan, para detectar a los blancos asignados.
En su versión más moderna como bombardero naval, podrá transportar hasta 3 tubos lanzadores, 1 bajo el fuselaje central del avión y 1 bajo cada ala, en pilones de carga reforzados junto a los motores; despegando del portaaviones con menos capacidad de carga de combustible, recibiendo reabastecimiento aéreo desde otro Su-33, asignado como avión reabastecedor, para poder alcanzar su objetivo y volando escoltado, por otros Su-33 en su versión caza escolta y la nueva versión guía de ataque biplaza Su-33UB.

## Operadores
Rusia
- Armada Rusa
  - Aviación Naval Rusa

### Ventas internacionales
China está negociando con Rusia, la compra de algunos aviones Su-33, para equipar a su nuevo Portaaviones clase Almirante Kuznetsov - Liaoning - conocido inicialmente como Varyag, aunque China tiene la patente de fabricación del anterior caza de supremacía aérea Su-27 y lo ha repotenciado con éxito, en el nuevo caza Shenyang J-11, para ser comparable con un avión polivalente de diseño multipropósito, como el Su-30 MKII de Venezuela y el Su-30MKI de India, el nuevo diseño de este avión naval es muy moderno y su avanzada tecnología, derivada del proyecto experimental de nuevas tecnologías Su-37, que está migrando para aplicarlas en otros modelos de aviones de Rusia desde el año 2010, que tendrán motores con empuje vectorial y vuelo digital cuádruple, como el nuevo y mejorado Su-35, no está disponible todavía en China.
Mucha de su nueva tecnología de vuelo, está migrando del proyecto experimental de nuevas tecnologías Su-37, con motores de empuje vectorial y vuelo Digital cuádruple, diseñado especialmente para probar esta tecnología de vuelo y aplicarla con éxito, a otros modelos de aviones de combate en el futuro, como el nuevo Su-35, para equipar a la Fuerza Aérea de Rusia y equipar también, a otros modelos de aviones de combate disponibles para exportación a otros países. 
Será presentado en la Feria Aérea Internacional de la Aviación y el Espacio MAKS en Rusia, en el campo aéreo Zhukovsky, cerca de Moscú, desde el 16 al 21 de agosto del 2011 y estará disponible para su venta, a todos los países amigos que quieran comprarlo y equipar a su marina de guerra, con una aviación naval moderna embarcada en Portaaviones.

## Historia operacional

### Despliegue estratégico
Operan en pruebas del Portaaviones Almirante Kuznetsov en el Mar del Norte, fueron vistos en el Mar Mediterráneo, en el bloqueo naval de Rusia a Georgia, embarcados en el Portaaviones pintados de camuflaje color azul naval en la parte superior, el cono delantero del radar y las puntas de las alas, de color blanco, volando bajo sobre los barcos de la OTAN para evitar una posible intervención de la OTAN en Georgia. 
Fueron filmados y fotografiados recientemente, sobre la cubierta del Portaaviones que tenía el casco pintado de color negro, junto a los helicópteros Kamov en su paso por el Estrecho de Gibraltar y los aviones, estaban pintados de camuflaje color azul naval, en un tono más oscuro.

### Siria
Durante la intervención rusa en Siria, a finales de 2015, un grupo de ataque de la Armada Rusa, fue enviado al país árabe para apoyar las operaciones en tierra, los Su-33 estaban embarcados en el Portaaviones Almirante Kuznetsov y pronto estuvieron operando en bases militares en tierra en Siria, los Su-33 fueron utilizados para atacar las posiciones del ISIS, en misiones de ataque a tierra, en misiones de patrullas aéreas de combate y en misiones de escolta, protegiendo los aviones de ataque Su-25, para lo cual fueron armados con misiles de medio y corto alcance, R-27 y R-73/74 respectivamente, durante este tiempo, los Su-33 realizaron más 271 misiones en el oeste de Siria, después del derribo de un Su-24 de la fuerza aérea Rusa a manos de cazas F-16 turcos en 2015, fue claro la necesidad de poseer cazas para los aviones en tierra, ya que las operaciones de escolta de los cazas de la armada no podían cubrir a los aviones durante mucho tiempo a los aviones con base en tierra, esto llevó al enviar cazas de combate a las bases en Siria, tras la llegada de los cazas Su-35, Su-30 y Su-57 con base en tierra, tendrían el papel de proteger las misiones de ataque, de los aviones de ataque y los bombarderos a partir de finales de 2016, los aviones fueron pronto reemplazados en el teatro de operaciones, siendo que los Su-33 se retiraron de sus operaciones en el país árabe y con el portaaviones volviendo a su base principal en Rusia cerca de Crimea.

### Despliegue en Crimea
Con la crecida de tensiones entre Rusia y Ucrania en 2018, el grupo de combate de la armada se movilizó hasta la península de Crimea, con ello, el portaaviones ruso y su ala de combate fueron enviados para ayudar, en caso de un posible ataque de la Armada Ucraniana, los Su-33 pronto realizaron patrullas aéreas en aguas rusas, en algunas ocasiones violando los límites, cerca de las aguas de Ucrania.

### Despliegue en Ucrania
En medio del conflicto entre Rusia y Ucrania en 2022, los Su-33 se encargan de operaciones de ataque a objetivos terrestres.

## Futuro

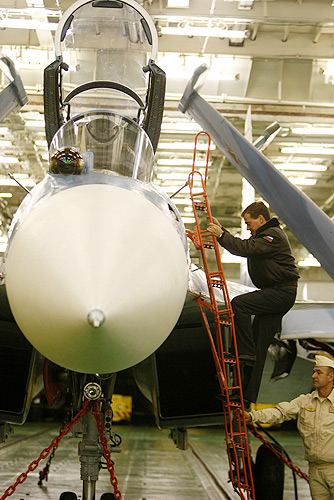
El presidente de Rusia, Dmitri Medvédev, en un Su-33 dentro del portaaviones Almirante Kuznetsov.

Rusia presentó el diseño básico experimental del Su-27K, en la primera variante naval del Su-27 en el portaaviones Almirante Kuznetsov, el definitivo Su-33 Naval con "Canards", pintado de camuflaje color azul naval, en la parte superior; el cono delantero del radar y las puntas de las alas, de color blanco; también será transportado en el futuro por el primer portaaviones de China, construido con ayuda de Rusia. Sukhoi está ofreciendo las nuevas variantes del Su-33 Naval a China, India, Irán y otros países, para formar parte de su defensa naval desde la costa y embarcado en portaaviones.
El Su-33 Naval de cabina monoplaza, es el diseño base, prototipo experimental del nuevo Su-37, es el mejor "Avión-caza" transportado por un portaaviones, con más alcance en combate, velocidad supersónica y "Alta maniobrabilidad", disponible actualmente en el mundo, solamente comparable al afamado F-14 "Tomcat" retirado recientemente.
Opera en el portaaviones de Rusia Almirante Kuznetsov desde el año 1998 y será reemplazado, por el nuevo proyecto derivado del Su-37 en su versión naval, en forma gradual y programada, desde el año 2015 y también será transportado, por los nuevos portaaviones de Rusia y el nuevo portaaviones de China.
Rusia también considera la posibilidad de construir la versión biplaza en el futuro, para comandar misiones de ataque, como un avión radar guía de ataque tipo "Hawk-eye" con motores de empuje vectorial. El nuevo Su-33 monoplaza "generación 4.5", derivado del proyecto Su-37, será la versión más avanzada de este sofisticado avión de combate, con alerones delanteros "Canards"; nueva aviónica en la cabina; computadoras de vuelo; radar avanzado para detectar 30 blancos enemigos y atacar 8 de ellos al mismo tiempo; podrá transportar 3 tubos lanzadores de misiles, 1 bajo el fuselaje central y 1 bajo cada ala, en pilones de carga reforzados junto a los motores; es la contrapartida de Rusia para enfrentar al nuevo F-35 "Joint Strike Fighter" y será el reemplazo final para el afamado Su-33. 
Rusia necesita modernizar su ala de combate, para reemplazar a los descontinuados MiG-29 y los Su-27 que ya no están totalmente operativos en sus bases aéreas, son de alto costo de mantenimiento, ya cumplieron su vida útil y para entrenar, a una nueva generación de jóvenes pilotos de combate, que necesitan pilotar nuevos aviones de combate de generación 4.5 y "quinta generación" para estar al mismo nivel que la moderna y actualizada Fuerza Aérea occidental.
Fueron vistos recientemente, en las maniobras aéreas y navales de Rusia en el Mar Mediterráneo, escoltando a los bombarderos navales pesados Tu-22M, formando un nuevo tipo de ala de combate, para permitir la penetración de los bombarderos navales y el lanzamiento simulado, de misiles navales supersónicos contra los barcos asignados como blancos enemigos, en los juegos de guerra de la marina de Rusia, impresionando a los militares de otros países que participaron como observadores en las maniobras y comprobando su efectividad como avión caza naval.
Los Su-33 crearon un perímetro de combate para enfrentar a otros "Aviones-caza" adversarios y permitir, la penetración profunda de los bombarderos Tu-22M que alcanzaron todos los blancos asignados, en misiones de ataque simuladas con misiles supersónicos de largo alcance, en operaciones de combate a baja altitud y con vuelos rasantes sobre el mar, desplegados desde bases aéreas en el sur de Rusia.
Se considera que los aviones caza derivados del nuevo proyecto Su-37 de supremacía aérea y "generación 4.5" fabricados en serie, en la nueva versión mejorada para exportación y la versión naval, embarcada en los nuevos portaaviones que Rusia tiene proyectado construir, serán un rival digno para cualquier otro avión de fabricación occidental.
A pesar de poseer armas bastante modernas, el Su-33 no esta adaptado para llevar los misiles R-77, debido a limitaciones con el radar del avión, esto lleva al caza a no poder llevar los nuevos misiles que se desarrollan en la actualidad, como el nuevo misil de largo alcance ruso R-37, esto se debe  que los aviones no sean modernizado desde el 2008, cuando se les mejoró con nuevos sistemas electrónicos y un nuevo reforzamiento de la estructura de los aviones para alargar su vida útil durante varios años, a pesar de esto no se reemplazado los radares del 2004 desde hace años, lo que da a los aviones cierta desventaja en combates a media distancia, a pesar de esto la carencia de estos misiles se compensa con la adaptación de los últimos modelos del misil R-27 en su variante ER o ET, por lo cual el avión aun tiene mejor rendimiento en combate cerrado que cualquier otro avión embarcado en la actualidad, gracias extraordinaria relación peso/potencia y a su muy avanzados misiles de corto alcance R-73, lo que lo convierte en uno de los mejores aviones con base en portaaviones de mundo.

## Especificaciones
Referencia datos: KnAAPO, Sukhoi, Airforce-technology.com, Gordon and Davison, Williams

### Características generales
- Tripulación: 1 (piloto)
- Longitud: 21,94 m
- Envergadura: 14,7 m (7,4 m con alas plegadas)
- Altura: 5,93 m
- Superficie alar: 62 m²
- Peso vacío: 18.400 kg
- Peso cargado: 29.940 kg
- Peso máximo al despegue: 33.000 kg
- Planta motriz: 2× turbofán con postquemador Saturn AL-31F.
  - Empuje normal: 74,5 kN (7597 kgf; 16 748 lbf) de empuje cada uno.
  - Empuje con postquemador: 125,5 kN (12 797 kgf; 28 214 lbf) de empuje cada uno.

### Rendimiento
- Velocidad máxima operativa (Vno): 2679,5 (Mach 2,17) a 10.000 m de altitud
- Velocidad de entrada en pérdida (Vs): 240 km/h (149 MPH; 130 kt)
- Alcance: 3000 km (1620 nmi; 1864 mi)
- Techo de vuelo: 17 000 m (55 774 ft)
- Régimen de ascenso: 246 m/s (48 425 ft/min)
- Carga alar: 483 kg/m²
- Empuje/peso: 0,83

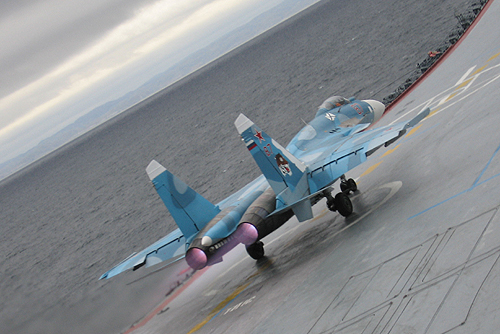
Sukhoi Su-33 en la cubierta del portaaviones Almirante Kuznetsov.

- Límites de fuerzas soportadas: +8 G
- Velocidad de aterrizaje: 240 km/h

### Armamento
- Cañones: 1× Gryazev-Shipunov GSh-301 de 30 mm con 150 proyectiles
- Puntos de anclaje: 12 en total con una capacidad de 6500 kg, para cargar una combinación de:  
  - Bombas: 

    - Bombas de caída libre convencionales:
      - 8× FAB-500T (500 kg)
      - 28× FAB-250 (250 kg)
      - 28× FAB-100 (100 kg)
      - FAB-50

    - Bombas de racimo RBK-500

  - Cohetes: 

    - 4× Contenedores B-8M1 con 20 cohetes de S-8 de 80 mm
    - 4× Contenedores B-13L con 5 cohetes S-13 de 122 mm
    - 4× Contenedores O-25 con 1 cohete S-25 de 340 mm

  - Misiles: 

    - Misiles aire-aire:
      - 8× Vympel R-27 de medio alcance
      - 4× Vympel R-73 de corto alcance

  - Otros: 

    - Contenedores de contramedidas electrónicas
    - Contenedor con un torpedo

### Desarrollos relacionados
- Sukhoi Su-27
- Sukhoi Su-30
- Sukhoi Su-34
- Sukhoi Su-35
- Sukhoi Su-37
- Shenyang J-15

### Aeronaves similares
- Boeing F/A-18 Super Hornet
- Grumman F-14 Tomcat
- Dassault Rafale
- Mikoyan MiG-29K